# Chromis sanctaehelenae
Chromis sanctaehelenae är en fiskart som beskrevs av Edwards, 1987. Chromis sanctaehelenae ingår i släktet Chromis och familjen Pomacentridae. IUCN kategoriserar arten globalt som sårbar. Inga underarter finns listade i Catalogue of Life.